# Hope Bagot
Hope Bagot – wieś i civil parish w Anglii, w hrabstwie Shropshire. W 2001 roku civil parish liczyła 62 mieszkańców.